# 御船町立七滝中央小学校
御船町立七滝中央小学校（みふねちょうりつ ななたきちゅうおうしょうがっこう）は、熊本県上益城郡御船町にある町立の小学校。校地は旧上野小学校

## 歴史
- 2007年4月1日 - 七滝小学校、上野小学校、田代東部小学校が統合し開校。
- 2013年3月31日 - 袴野小学校を統合。